# Sukajadi (Karangtengah)
Sukajadi is een bestuurslaag in het regentschap Cianjur van de provincie West-Java, Indonesië. Sukajadi telt 5556 inwoners (volkstelling 2010).